# یوگنی مراوینسکی
یوگنی مراوینسکی (Yevgeny Mravinsky؛ (زادهٔ ۱۹۰۳ - درگذشت ۱۹۸۸) یکی از مشهورترین رهبران ارکستر از روسیه است. او از سال ۱۹۳۳ به مدت پنجاه سال رهبر ارکستر فیلارمونیک لنینگراد بود.
شش سمفونی از سمفونی‌های دمیتری شوستاکوویچ برای نخستین بار به رهبری مراوینسنکی اجرا شدند.
او در ابتدا در رشته بیولوژی در دانشگاه لنینگراد تحصیل کرد ولی سپس به کنسرواتوار در این شهر رفت و تحصیلات خود را در آنجا به پایان برد. مراوینسکی مدتی در سازمان باله فعالیت داشت و نخستین بار در سال ۱۹۲۹ به عنوان رهبر ارکستر کنسرت داد. او در سال ۱۹۳۸ برنده مسابقه رهبری ارکستر در مسکو شد.
بخشی از اجراهای زنده او به صورت صوتی و تصویری منتشر شده‌است که حاکی از کنترل کامل او بر ارکستر است.